# Kryptoanarchia
Kryptoanarchia (ang. crypto anarchy) - pojęcie socjologiczne i politologiczne, stosowane niekiedy w analizach naukowych. Oznacza możliwy stan systemu państwa politycznego i ekonomicznego, który może się pojawić jako efekt powszechnego stosowania takich technologii, jak szyfrowanie, anonimowa poczta elektroniczna, pseudonimy cyfrowe, pieniądz elektroniczny itd.